# 봉성면
봉성면(鳳城面)은 대한민국 경상북도 봉화군의 면이다. 넓이는 66.69km2이고, 인구는 2022년 3월 2077명이다.
봉화의 옛 이름을 따서 봉성면이 되었다.

## 역사
- 봉화현 현내면(縣內面)
- 1895년 봉화군 군내면(郡內面)으로 개칭
- 1914년 4월 1일 군내면과 북면(北面)을 봉성면으로 통폐합하였다.[1] (7리)

## 법정리
- 봉성리
- 봉양리
- 외삼리
- 창평리
- 동양리
- 금봉리
- 우곡리

## 교통
- 영동선 거촌역, 봉성역